# El silencio del Buddha
El silencio del Buddha, subtitulado "Una introducción al ateísmo religioso", es una obra, quizás la más difundida y de más larga gestación, del filósofo español, o hispano-hindú, Raimon Panikkar (1918-2010).

## Contenido
El silencio del Buddha es resultado de una serie de versiones a partir de un texto inicial de la década del cuarenta del pasado siglo y constituye tanto un estudio experiencial del budismo como una investigación filosófica acerca del problema del hombre contemporáneo, la cual llega a su versión última en 1996. Investigación trazada asimismo mediante una relación entre hinduismo, budismo y cristianismo subyacente, es considerada también como una de las obras cumbre en el campo de las Religiones comparadas o incluso de la filosofía contemporánea. La riqueza, profundidad y amplitud de su horizonte intercultural han venido a situarla en un lugar de verdadera excepción en el marco de la teoría del humanismo y de la filosofía espiritual de fines del siglo XX.
La obra, que consta de doce capítulos más varios preliminares, se organiza en tres partes:
1. El problema
2. Los textos
3. La hermenéutica

El último capítulo del volumen es el titulado "El silencio de Buddha". El estudio de los textos se realiza a través de cuatro grandes conceptos: Nirâtmyavâda, Nirvâna, Pratîtyasamutpâda y Avyâkrtavastûni. Por otra parte, siguiendo la tradición universal, son tres las grandes áreas de la conciencia humana sobre las cuales se habrá de ejercer la interpretación: el mundo, la divinidad y el hombre.
Panikkar no pretende nada semejante a una mathesis universalis espiritual o aún menos un modo de irracioanlismo religioso-filosófico; entiende que su obra se enmarca, en un amplio sentido, en el horizonte de una teología de la liberación que es a su vez liberación de la teología y la filosofía. 
...Me he limitado a poner en relación el mensaje del Buddha con la situación del hombre moderno, sin renunciar por ello a Cristo ni apartarme de las demás tradiciones. ¿Por qué levantar murallas y mantener celosamente las separaciones? El hecho de ensalzar una tradición humana y religiosa no significa menospreciar a las demás. La síntesis entre todas ellas parece improbable y tal vez ni siquiera sea posible, pero ello no quiere decir que la única alternativa radique o en el exclusivismo o en el eclecticismo.